# Естер Оувеганд
Естер Оувеганд (нід. Esther Ouwehand; 10 червня 1976, Катвейк) — нідерландський політик, та лідер Партії захисту тварин (нід. Partij voor de Dieren, PvdD).

## Біографія
Естер пішла до середньої школи в Катвейку, де закінчила vwo (голландська доуніверситетська освіта). Після доуніверситетської освіти вона закінчила курс «Політика, комунікація та організація» (нід. beleid, communicatie en organisatie) у Амстердамському вільному університеті. Спочатку вона не думала про політичну кар'єру. В неї була багатообіцяюча кар'єра в маркетингу, молодшого менеджеру з маркетингу молодіжних журналів у Sanoma. Вона виконує додаткові функції як член комітету молодіжного центру «De Schuit» і фонду «Factor Welzijn» у Катвейку. Оувеганд і її чоловік поїхали жити в Лейден, потім в Гаагу.

### Політична діяльність
У жовтні 2002 року вона приєдналася до Партії захисту тварин, а в 2004 році стала її координатором. Вона відповідала за керівництво партійним штабом.
На парламентських виборах в Нідерландах 2006 року Естер була другою у виборчому списку партії та брала активну участь у виборчій кампанії. Вона відіграла важливу роль у формуванні передвиборчої програми. 30 листопада 2006 року вона склала присягу як член парламенту від Партії тварин.
Спочатку Естер Оувеганд не була включена до списку кандидатів на виборах до Палати представників 2010 року. Але на партійному з'їзді 25 квітня 2010 року її все ж включили до списку, що призвело до переобрання. За включення до списку проголосували 184 депутати, проти – 140 присутніх. Під час декретної відпустки Маріанни Тіме у 2012 році Оувеганд була керівником партійної фракції.
На виборах до Палати представників 2012 року Естер Оувеганд також була на другому місці в списку кандидатів, що означало її переобрання.
З 17 листопада 2015 року по 17 жовтня 2016 року Оувеганд замінила на посаді члена Палати представників Френка Вассенберга під час його відпустки через хворобу.

#### Голова фракції
З 11 жовтня 2018 по 31 січня 2019 Оувеганд була головою фракції через декретної відпустку Маріанни Тіме. 29 вересня 2019 було оголошено, що Оувеганд тимчасово візьме на себе керівництво фракцією партії після відходу Тіме в жовтні. Після цього вона була обрана партією лідером списку на виборах до Другої палати парламенту в 2021 році. Після тих виборів вона очолювала фракцію з шести членів.
11 жовтня 2022 року тимчасово склала повноваження депутата та керівника групи у фракції з перевантаженням. Вона повернулася до Палати представників 2 лютого 2023 року.
В 2023 році після падіння четвертого уряду Марка Рютте, вона стала кандидатом у лідери партії на тимчасових виборах до Палати представників у листопаді того ж року. Проте у вересні партійне керівництво не висунуло її кандидатом на посаду лідера, ані на будь-яке інше місце в списку кандидатів, через (за даними партійного керівництва), кілька можливих порушень доброчесності. Пізніше з'ясувалося, що Оувеганд вже раніше була у конфліктах з керівництвом. Вона критикувала керівництво, оскільки вони, на її думку, не зробили достатньо для "необхідної демократизації партії". 13 вересня 2023 року керівництво все ж вирішило висунути Оувеганд кандидатом у лідери, а самому піти у відставку. 24 вересня Оувеганд тимчасово залишила посаду кандидата в лідери партії та лідера партії, доки не буде більше ясності щодо звітів проти неї за порушення доброчесності. 6 жовтня 2023 року нове обране керівництво партії вказало, що дійшло висновку, що Естер Оувеганд не вчинила жодних порушень доброчесності. Тоді Оувеганд оголосила, що вона знову продовжить бути лідером партії.

## Виборча історія
| Вибори                                                      | Партія | Позиція      | Голоси  | Результат |
| ----------------------------------------------------------- | ------ | ------------ | ------- | --------- |
| Вибори в Палату представників 2006 року                     | PvdD   | 2 (список)   | 4370    | Обрана    |
| Вибори до Європарламенту 2009                               | PvdD   | 14 (список)  | 2,135   | Не обрана |
| Вибори в Палату представників 2010                          | PvdD   | 2 (список )  | 12 713  | Обрана    |
| Вибори в Палату представників 2012                          | PvdD   | 2 (список )  | 11 573  | Обрана    |
| Муніципальні вибори 2014 року в Лейдені                     | PvdD   | 13           | 129     | Не обрана |
| Вибори до Європарламенту 2014                               | PvdD   | 12 (список)  | 3,292   | Не обрана |
| Вибори до провінційної ради 2015 року в Південній Голландії | PvdD   | 19           |         | Не обрана |
| Вибори в Палату представників 2017                          | PvdD   | 2 (список)   | 18 936  | Обрана    |
| Муніципальні вибори 2018 року в Лейдені                     | PvdD   | 10           | 357     | Не обрана |
| Вибори до провінційної ради 2019 у Південній Голландії      | PvdD   | 20           | 3,013   | Не обрана |
| Вибори до Європарламенту 2019                               | PvdD   | 20 (список ) | 11,215  | Не обрана |
| Вибори в Палату представників 2021                          | PvdD   | 1 (список)   | 282,525 | Обрана    |

## Особисте життя
Оувеханд виховувалась як протестантка. Пізніше вона стала агностиком і веганом. Голландський інтернет-журнал Lords of Metal взяв інтерв’ю з Естер, у якому вона розповіла про свою глибоку пристрасть до хард-року та хеві-метал, зокрема стоунер-металу.